# Saint-Pierre-du-Chemin
Saint-Pierre-du-Chemin és un municipi francès situat al departament de Vendée i a la regió de País del Loira. L'any 2007 tenia 1.367 habitants.

## Demografia

### Població
El 2007 la població de fet de Saint-Pierre-du-Chemin era de 1.367 persones. Hi havia 524 famílies de les quals 152 eren unipersonals (48 homes vivint sols i 104 dones vivint soles), 196 parelles sense fills, 156 parelles amb fills i 20 famílies monoparentals amb fills.
La població ha evolucionat segons el següent gràfic:
Habitants censats

### Habitatges
El 2007 hi havia 634 habitatges, 523 eren l'habitatge principal de la família, 56 eren segones residències i 55 estaven desocupats. 616 eren cases i 14 eren apartaments. Dels 523 habitatges principals, 378 estaven ocupats pels seus propietaris, 136 estaven llogats i ocupats pels llogaters i 9 estaven cedits a títol gratuït; 1 tenia una cambra, 10 en tenien dues, 64 en tenien tres, 149 en tenien quatre i 299 en tenien cinc o més. 369 habitatges disposaven pel capbaix d'una plaça de pàrquing. A 267 habitatges hi havia un automòbil i a 218 n'hi havia dos o més.

### Piràmide de població
La piràmide de població per edats i sexe el 2009 era:
| Homes | Edats   | Dones |
| ----- | ------- | ----- |
| 8     | 95 o +  | 4     |
| 8     | 90 a 94 | 20    |
| 20    | 85 a 89 | 32    |
| 8     | 80 a 84 | 28    |
| 16    | 75 a 79 | 24    |
| 60    | 70 a 74 | 40    |
| 32    | 65 a 69 | 64    |
| 40    | 60 a 64 | 32    |
| 20    | 55 a 59 | 40    |
| 32    | 50 a 54 | 64    |
| 36    | 45 a 49 | 44    |
| 56    | 40 a 44 | 40    |
| 48    | 35 a 39 | 56    |
| 36    | 30 a 34 | 32    |
| 40    | 25 a 29 | 52    |
| 36    | 20 a 24 | 24    |
| 28    | 15 a 19 | 12    |
| 56    | 10 a 14 | 44    |
| 40    | 5 a 9   | 48    |
| 20    | 0 a 4   | 28    |

## Economia
El 2007 la població en edat de treballar era de 779 persones, 513 eren actives i 266 eren inactives. De les 513 persones actives 493 estaven ocupades (266 homes i 227 dones) i 20 estaven aturades (5 homes i 15 dones). De les 266 persones inactives 104 estaven jubilades, 41 estaven estudiant i 121 estaven classificades com a «altres inactius».

### Ingressos
El 2009 a Saint-Pierre-du-Chemin hi havia 521 unitats fiscals que integraven 1.214 persones, la mediana anual d'ingressos fiscals per persona era de 14.250 €.

### Activitats econòmiques
Dels 47 establiments que hi havia el 2007, 1 era d'una empresa alimentària, 1 d'una empresa de fabricació de material elèctric, 3 d'empreses de fabricació d'altres productes industrials, 6 d'empreses de construcció, 9 d'empreses de comerç i reparació d'automòbils, 2 d'empreses de transport, 4 d'empreses d'hostatgeria i restauració, 6 d'empreses financeres, 1 d'una empresa immobiliària, 5 d'empreses de serveis, 6 d'entitats de l'administració pública i 3 d'empreses classificades com a «altres activitats de serveis».
Dels 12 establiments de servei als particulars que hi havia el 2009, 2 eren oficines bancàries, 2 tallers de reparació d'automòbils i de material agrícola, 1 paleta, 1 guixaire pintor, 1 fusteria, 1 lampisteria, 1 electricista, 1 perruqueria, 1 restaurant i 1 agència immobiliària.
Dels 2 establiments comercials que hi havia el 2009, 1 era una botiga de menys de 120 m² i 1 una fleca.
L'any 2000 a Saint-Pierre-du-Chemin hi havia 58 explotacions agrícoles que ocupaven un total de 2.209 hectàrees.

## Equipaments sanitaris i escolars
L'únic equipament sanitari que hi havia el 2009 era una farmàcia.
El 2009 hi havia 2 escoles elementals.

## Poblacions més properes
El següent diagrama mostra les poblacions més properes.